# Studen Izvor, Pernik
Studen Izvor (în bulgară Студен Извор) este un sat în comuna Trăn, regiunea Pernik,  Bulgaria. 

## Demografie
Componența etnică a satului Studen Izvor
     Bulgari (100%)
     Nicio identificare (0%)
     Altele (0%)
La recensământul din 2011, populația satului Studen Izvor era de 9 locuitori. Din punct de vedere etnic, toți locuitorii erau bulgari.